# Spanische Mannschaftsmeisterschaft im Schach 1994
Die spanische Mannschaftsmeisterschaft im Schach 1994 war die 38. Austragung dieses Wettbewerbes und wurde mit 26 Mannschaften ausgetragen. Meister wurde die Mannschaft von C.A. Villa de Teror, während sich der Titelverteidiger UGA Barcelona mit dem dritten Platz begnügen musste. Zum letzten Mal wurde der Wettbewerb im Schweizer System ausgetragen, 1995 wurde ein Ligabetrieb mit Auf- und Abstieg eingeführt.

## Modus
Die 26 teilnehmenden Mannschaften spielten neun Runden im Schweizer System, die ersten zehn qualifizierten sich die División de Honor der spanischen Mannschaftsmeisterschaft 1995. Gespielt wurde an vier Brettern, über die Platzierung entschied die Anzahl der Brettpunkte (ein Punkt für einen Sieg, ein halber Punkt für ein Remis, kein Punkt für eine Niederlage), anschließend die Fortschrittswertung (Summe der nach jeder Runde erreichten Brettpunkte). 

## Termine und Spielort
Das Turnier wurde in Cala Galdana ausgetragen.

## Abschlusstabelle
| Pl. | Verein                              | Sp | Brett-P.  |
| --- | ----------------------------------- | -- | --------- |
| 01. | C.A. Villa de Teror                 | 9  | 23,5:12,5 |
| 02. | CE Vulcà Barcelona                  | 9  | 22,5:13,5 |
| 03. | UGA Barcelona (M)                   | 9  | 21,0:15,0 |
| 04. | CDE Hosteria de Cañete-Caymu Toledo | 9  | 20,5:15,5 |
| 05. | CAC Labradores Sevilla              | 9  | 20,0:16,0 |
| 06. | CA La Caja de Canarias              | 9  | 20,0:16,0 |
| 07. | Oberena Pamplona                    | 9  | 19,5:16,5 |
| 08. | CA Marcote Mondariz                 | 9  | 19,5:16,5 |
| 09. | EM El Olivar Zaragoza               | 9  | 19,5:16,5 |
| 10. | CE Santa Margarita                  | 9  | 19,5:16,5 |
| 11. | Moratalaz Madrid                    | 9  | 19,5:16,5 |
| 12. | Club Barcino                        | 9  | 19,0:17,0 |
| 13. | CA Endesa Ponferrada                | 9  | 19,0:17,0 |
| 14. | RC Regatas Santander                | 9  | 19,0:17,0 |
| 15. | Club 64 Madrid                      | 9  | 18,5:17,5 |
| 16. | Cajacanarias Santa Cruz             | 9  | 18,5:17,5 |
| 17. | Alzira Presencia                    | 9  | 18,0:18,0 |
| 18. | Marlaxka                            | 9  | 17,5:18,5 |
| 19. | C. A. Lasker                        | 9  | 17,0:19,0 |
| 20. | Grupo Covadonga Gijón               | 9  | 17,0:19,0 |
| 21. | Selección Femenina                  | 9  | 17,0:19,0 |
| 22. | Boscos                              | 9  | 15,5:20,5 |
| 23. | Mérida                              | 9  | 14,5:21,5 |
| 24. | Selección ONCE                      | 9  | 12,0:24,0 |
| 25. | Casino Archena Murcia               | 9  | 12,0:24,0 |
| 26. | Bolas de Plata Ceuta                | 9  | 8,5:27,5  |

### Entscheidungen
|     | spanischer Mannschaftsmeister: C.A. Villa de Teror |
|     | qualifiziert für die División de Honor der spanischen Mannschaftsmeisterschaft 1995: C.A. Villa de Teror, CE Vulcà Barcelona, UGA Barcelona, CDE Hosteria de Cañete-Caymu Toledo, RC Labradores Sevilla, CA La Caja de Canarias, Oberena Pamplona, CA Marcote Mondariz, EM El Olivar Zaragoza, CE Santa Margarita |
| (M) | Titelverteidiger |

## Die Meistermannschaft
| 1.            | C.A. Villa de Teror                                                                     |
| Schachfiguren | Jonathan Speelman, Manuel Rivas Pastor, Zenón Franco Ocampos, Juan Mario Gómez Esteban. |